# The Six Best Cellars
The Six Best Cellars è un film muto del 1920 diretto da Donald Crisp. La sceneggiatura di Elmer Harris si basa sull'omonimo racconto di Holworthy Hall (pseudonimo di Harold Everett Porter) e Hugh M. Kahler pubblicato nell'agosto-settembre 1919 su McClure's Magazine.

## Trama

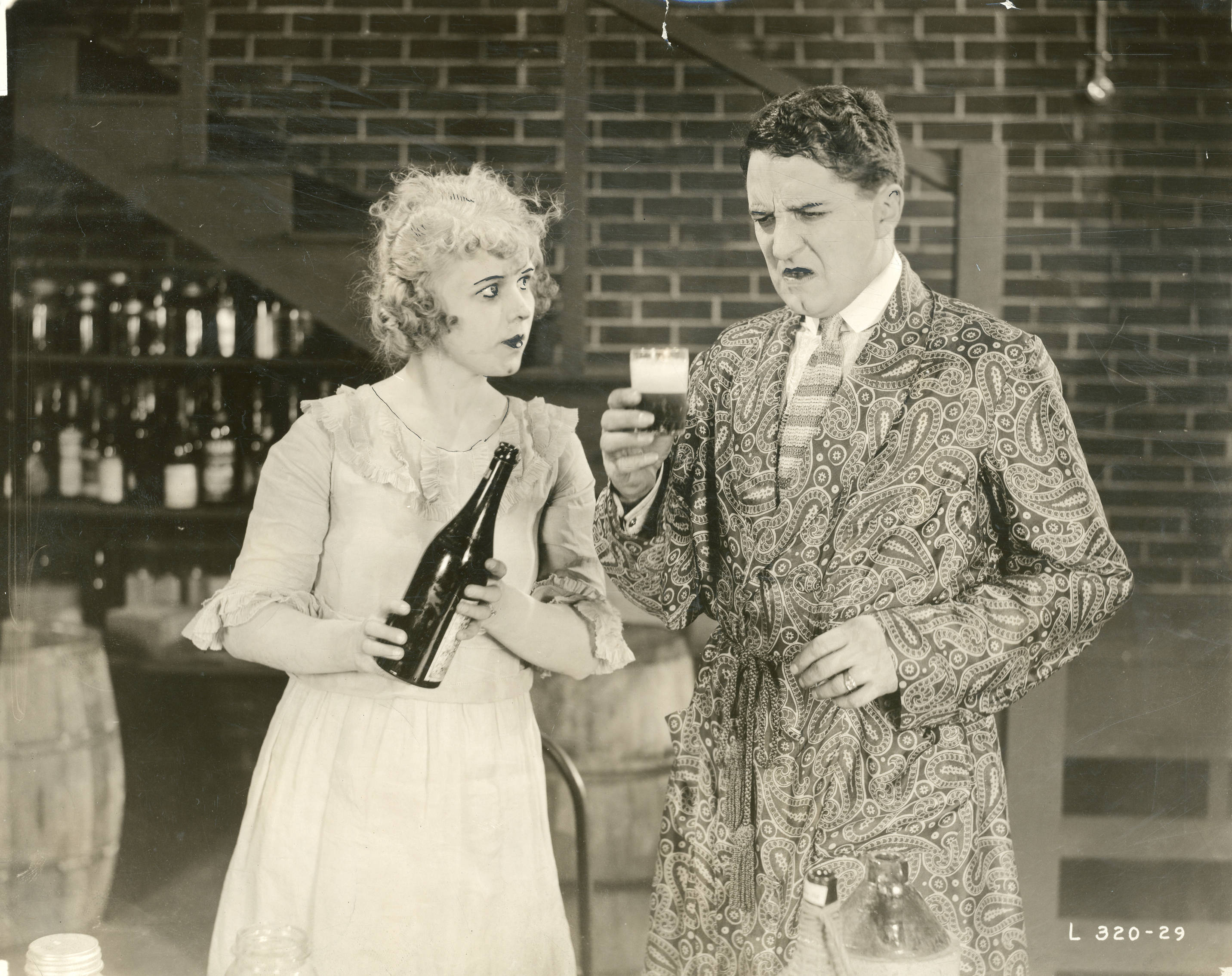
Wanda Hawley e Bryant Washburn

Henry Carpenter e sua moglie Millicent, che vivono in un elegante quartiere suburbano, sono l'invidia della società locale che ammira la loro fornitissima cantina di vini, ambitissima da tutti dopo l'entrata in vigore del Volstead Act, la legge che andava a regolare il proibizionismo sugli alcolici. In realtà, la cantina comincia a soffrire della mancanza di vino e Henry si accorge di essere arrivato alle sue ultime bottiglie. Messo con le spalle al muro da un'imminente cena, per non fare brutta figura non potendo più presentare agli ospiti i suoi rinomati vini, inventa una scusa per salvarsi la faccia: improvvisamente, diventa un entusiasta del proibizionismo e, un suo appassionato discorso sull'argomento, gli fa guadagnare l'attenzione del Partito Proibizionista che gli propone un seggio al Congresso. Diventato popolare presso i membri moralizzatori del partito, si troverà inaspettatamente davanti a un bivio quando la zia scopre in cantina ventuno bottiglie di un raro e costosissimo vino: Henry dovrà adesso scegliere tra il successo politico o il successo sociale. Dovrà continuare a soddisfare il partito proibizionista sacrificando il vino o deliziare gli amici della buona società con le sue invidiatissime bottiglie? Disperato, Henry si rivolge alla macchina da presa e chiede al pubblico che sta guardando il film: "Tu, che cosa faresti?".

## Produzione
Il film fu prodotto dalla Famous Players-Lasky Corporation.

## Distribuzione
Il copyright del film, richiesto dalla Famous Players-Lasky Corp., fu registrato l'8 febbraio 1920 con il numero LP17831.
Distribuito dalla Paramount-Artcraft Pictures, il film - presentato da Jesse L. Lasky - uscì nelle sale cinematografiche statunitensi l'8 febbraio 1920.
Non si conoscono copie ancora esistenti della pellicola che viene considerata presumibilmente perduta.